# Poul L. Hansen
Poul Laurits Hansen (5. februar 1916 i København-15. marts 2002 i Gentofte) var en dansk fodboldspiller. 
I sin klubkarriere spillede Poul L. Hansen som højre back i B.93 og var med til at vinde DM 1946. I perioden 1935-1948 spillede han 228 kampe for klubben og har spillet 25 landskamp for Danmark 1935-1946. 
Det var Poul L. Hansen der introducerede glidende tacklinger i dansk fodbold.